# Poteridium
Poteridium là một chi thực vật có hoa trong họ Hoa hồng.